# Globalna wioska
Globalna wioska (ang. global village) – termin wprowadzony w 1962 przez Herberta Marshalla McLuhana w jego książce Galaktyka Gutenberga, opisujący trend, w którym masowe media elektroniczne obalają bariery czasowe i przestrzenne, umożliwiając ludziom komunikację na masową skalę. W tym sensie glob staje się wioską za sprawą elektronicznych mediów.
Dzisiaj termin globalna wioska jest najczęściej używany w formie metaforycznej do opisania Internetu i World Wide Web. Internet globalizuje komunikację, pozwalając użytkownikom z całego świata komunikować się ze sobą.
Teorię Globalnej Wioski McLuhana można odnieść również do światowego rynku surowców. Korelacja teorii Globalnej Wioski McLuhana ze światowym rynkiem surowców pojawia się za każdym razem, gdy świat  reaguje na najnowsze doniesienia, a rynki szacują ich wpływ na ruchy cen.